# Nogais (Galiza)

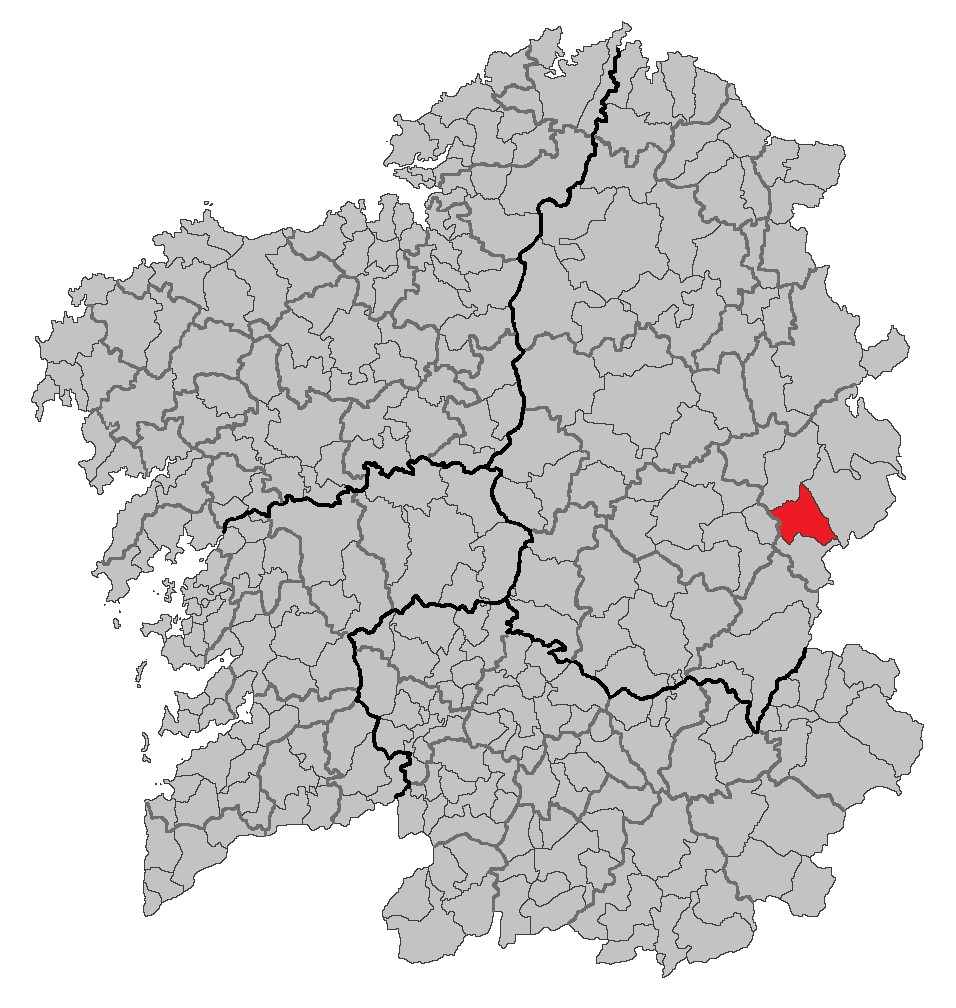
Localização das Nogais

Nogais (As Nogais; em espanhol, Los Nogales) é um município da Espanha na província de Lugo, comunidade autónoma da Galiza, de área 112,4 km² com população de 1421 habitantes (2007) e densidade populacional de 13,58 hab/km².

## Demografia
| Variação demográfica do município entre 1991 e 2004 | Variação demográfica do município entre 1991 e 2004 | Variação demográfica do município entre 1991 e 2004 | Variação demográfica do município entre 1991 e 2004 |
| --------------------------------------------------- | --------------------------------------------------- | --------------------------------------------------- | --------------------------------------------------- |
| 1991                                                | 1996                                                | 2001                                                | 2004                                                |
| 1956                                                | 1738                                                | 1552                                                | 1501                                                |

## Património edificado
- Torre de Doncos